# Болдиревка (Ростовська область)
Болдирєвка — хутір в Родіоново-Несвітайськом районі Ростовської області, Росія .
Адміністративний центр Болдиревського сільського поселення.
Розташований над річкою Великий Несвітай при впадінні річки Керета вище за Великим Несвітаєм районного центру Родіоново-Несвітайської.
Населення - 852 особи (2010 рік).

## Географія

### Вулиці
- вул. Будьонівська,
- вул. Гагарінська,
- вул. Дубова,
- вул. Зарічна,
- вул. Кіровська,
- вул. Красноармійська,
- вул. Молодіжна,
- вул. Октябрська,
- вул. Радянська,
- вул. Соціалістична,
- вул. Шкільна.